# Dacher Keltner

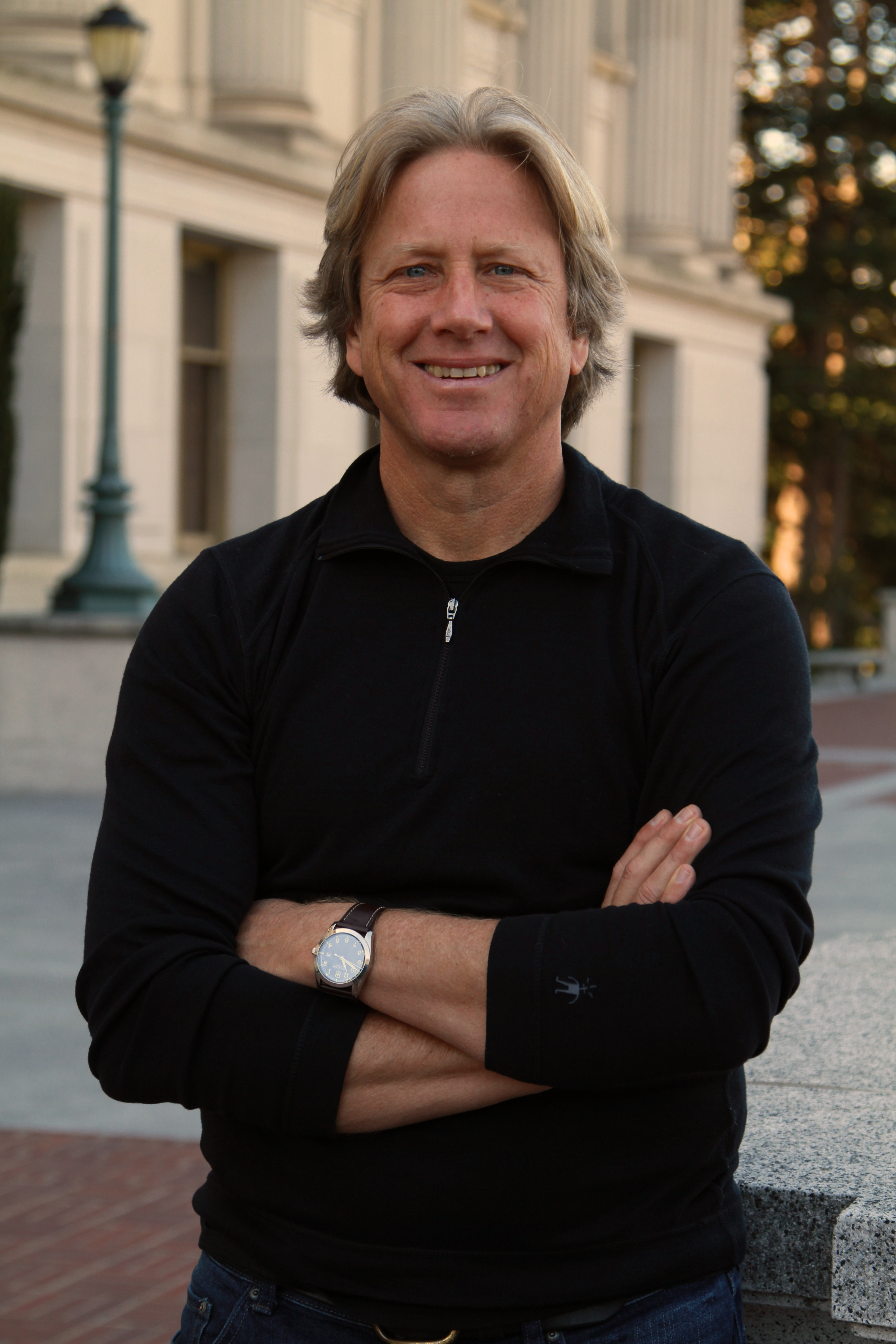
Dacher Keltner

Dacher Keltner (* 1962 in Jalisco, Mexiko)  ist ein US-amerikanischer Psychologe und Professor für Psychologie an der University of California, Berkeley. Darüber hinaus leitet er das von ihm gegründete Greater Good Science Institute und ist Herausgeber des Presseorgans Greater Good Magazine.

## Leben und Forschung
Sein Vorstudium zum Bachelor absolvierte Keltner 1979 bis 1984 an der University of California, Santa Barbara, einschließlich eines Jahres von 1982 bis 83 an der Sorbonne in Paris. Nach seiner Promotion an der Stanford University 1989 arbeitete Keltner mit Paul Ekman, wo er lernte, Gefühle an den Gesichtern von Menschen abzulesen. Er untersuchte dort als erster die Verlegenheit, die er als ein Merkmal von Menschen betrachtet, denen besondere Zuneigung entgegengebracht wird.
Diese Kenntnisse verwertete er in seiner eigenen Forschung zum Mitgefühl unter Menschen und damit der seiner Meinung nach ausschlaggebenden Eigenschaft zum menschlichen Erfolg. Er ist Direktor des Greater Good Science Center, in dem verschiedene Forscher Glück, Altruismus und weitere Formen der positiven Erfahrung des Menschen untersuchen. In seinen Forschungen findet Keltner kreative Zusammenhänge. Beispielsweise bewertete er die „Wärme des Lächelns“ von Absolventinnen des Mills College im Jahr 1960 auf den Fotos ihrer Jahrgangsbücher und konnte einen Zusammenhang mit dem späteren Lebensverlauf der Absolventinnen aufzeigen. Die Ergebnisse wurden durch spätere Studien anderer Forscher inzwischen bestätigt.
Als generelles Forschungsinteresse nennt Keltner Themen von Emotionen und soziale Interaktion über Kultur, Moral und Emotion bis hin zu Konflikt und Verhandlung und schließlich Macht, soziale Wahrnehmung und Verhalten. Eine seiner Thesen besagt, dass Machterwerb ein sozialer Prozess ist, bei dem bestimmte Verhaltensweisen zu einer Machtzunahme einer Person führen, gleichzeitig aber seine Empathie durch die gewonnene Macht leidet und so ein Gleichgewichtszustand erreicht wird. Als machterzeugende Verhaltensweisen betrachtet Keltner dabei solche, in denen der Proband Tugenden zeigte, die machiavellistischen Vorstellungen widersprachen, also Empathie ausdrückten, Dankbarkeit oder andere positive Tugenden.
Er untersucht solche Aussagen mit weiteren kreativen Experimenten. Beispielsweise werden drei zufällig ausgewählte Probanden wiederum per Zufall in einen „Manager“ und zwei „Mitarbeiter“ eingeteilt. Dann erhält dieses „Team“ den Auftrag, die Richtlinien der Universität auszuarbeiten. Nachdem eine angemessene Zeit verstrichen ist, wird ein Teller mit vier Stücken Schokolade gebracht. Die Beobachtung zielt darauf ab, wer von den dreien das überzählige Stück Schokolade nimmt. Mit einer deutlichen statistischen Signifikanz nimmt sich der zufällig gewählte „Manager“ das Recht heraus, dieses Stück zu nehmen. Da Keltner Macht als die Fähigkeit definiert, einen Einfluss auf das Leben und die Entscheidungen anderer auszuüben, leitet er aus solchen Studien ab, dass ein Zuwachs an Macht auch zu Verhaltensweisen führt, die einem weiteren Machtzuwachs entgegenstehen. Umgekehrt hat Machtlosigkeit (disempowerment) auch Wirkungen, die sich auf Verhalten und auch physische Gesundheit auswirken, und nach Keltners Meinung sogar lebensverkürzend wirken.
Neben seinen Büchern und Artikeln in Fachmagazinen hat Keltner auch zahlreiche Artikel in Mainstream-Medien veröffentlicht, darunter New York Times, New York Times Magazine, The London Times, Wall Street Journal und anderen. 2020 wurde er in die American Academy of Arts and Sciences gewählt.

## Veröffentlichungen

### Artikel
- mit J. Haidt: Social functions of emotions at multiple levels of analysis. Cognition and Emotion, 13(5), 505–522, 1999.
- In Defense of Teasing, New York Times vom 5. Dezember 2008
- mit Paul Ekman: The Science of ‘Inside Out’ – Gray Matter; New York Times vom 3. Juli 2015
- mit Alan S. Cowen: Self-report captures 27 distinct categories of emotion bridged by continuous gradients; in Proceedings of the National Academy of Sciences (PNAS); 19. September 2017.

### Bücher
- mit K. Oatley und J. Jenkins: Understanding emotions, 2. Auflage, 2006 Oxford, UK: Blackwell Publishers.
- Born to be good: The Science of a Meaningful Life, 2009, Norton
- mit T. Gilovich, S. Chen, S. und R. Nisbett: Social psychology, 4. Auflage, New York: W.W. Norton & Company, 2015.
- The Power Paradox, 2016, Penguin Random House UK (deutsch: Das Macht-Paradox, Campus Verlag, 2017)
- Awe: The Transformative Power of Everyday Wonder, 2023, Penguin Random House